# Ignacy Tomasz Dulski
Ignacy Tomasz Dulski herbu Przegonia (zm. po 1790 roku) – podkoniuszy koronny w 1790 roku, szambelan w 1781 roku, stolnik kamieniecki w latach 1789-1790, stolnik latyczowski w latach 1776-1789, łowczy kamieniecki w latach 1773-1776, miecznik kamieniecki w latach 1770-1773.
Syn miecznika warszawskiego Józefa i Anny Borkowskiej. Żonaty z Anną Bielską, miał syna Antoniego.
Uczęszczał do Collegium Nobilium jezuitów we Lwowie w 1759 roku.
W 1790 roku otrzymał Order Orła Białego.